# Weathered
Weathered ist das dritte Studioalbum der US-amerikanischen Rockband Creed und wurde am 20. November 2001 veröffentlicht. Es war das erste Album ohne Brian Marshall am Bass. Kurz nach der Tour zum Vorgänger Human Clay verließ er Creed im August 2000, um sich 2009 im Zuge einer Reunion wieder der Band anzuschließen und das Album Full Circle aufzunehmen.

## Entstehung
Das Album wurde von Juli bis August 2001 mit Produzent John Kurzweg aufgenommen. Jeff Hanson fungierte als Executive Producer. Bob Ludwig masterte das Album. Das Cover-Artwork stammt von Gitarrist Mark Tremontis Bruder Daniel Tremonti.

## Titelliste
Die Musik wurde von Mark Tremonti geschrieben, die Texte von Scott Stapp.
| Nr.          | Titel              | Länge |
| ------------ | ------------------ | ----- |
| 1.           | Bullets            | 3:51  |
| 2.           | Freedom Fighter    | 2:36  |
| 3.           | Who’s Got My Back? | 8:25  |
| 4.           | Signs              | 4:29  |
| 5.           | One Last Breath    | 3:59  |
| 6.           | My Sacrifice       | 4:54  |
| 7.           | Stand Here with Me | 4:17  |
| 8.           | Weathered          | 5:30  |
| 9.           | Hide               | 4:27  |
| 10.          | Don’t Stop Dancing | 4:33  |
| 11.          | Lullaby            | 3:04  |
| Gesamtlänge: | Gesamtlänge:       | 50:05 |

## Rezensionen
Joachim Gauger von Laut.de schrieb: „Die kraftvolle Stimme von Scott Stapp ist auch der Faden durch die ganzen Songs. Die Band, namentlich mit Marc Tremonti an der Gitarre und Scott Phillips am Schlagzeug, gibt mächtig Gas und sorgt für einen kräftigen Klangteppich mit rockigen Riffs und treibenden Beats.“ Jedoch fehle „ein echter Reißer“. Es wurden vier von fünf Sternen vergeben. Stephen Thomas Erlewine urteilte für Allmusic: „... and to all but the hardcore, this is simply another Creed record, one that has the same faults or virtues, depending on your viewpoint. And that's why Creed isn’t Led Zeppelin, even though both were slagged by critics, say what you may, Zeppelin changed on each of those first four records, where Creed has stayed the same.“ Zwei von fünf Sternen wurden vergeben.

## Kommerzieller Erfolg

### Chartplatzierungen
| ChartsChartplatzierungen       | Höchstplatzierung | Wochen |
| ------------------------------ | ----------------- | ------ |
| Deutschland (GfK)              | 8 (21 Wo.)        | 21     |
| Österreich (Ö3)                | 8 (22 Wo.)        | 22     |
| Schweiz (IFPI)                 | 20 (22 Wo.)       | 22     |
| Vereinigte Staaten (Billboard) | 1 (74 Wo.)        | 74     |
| Vereinigtes Königreich (OCC)   | 44 (26 Wo.)       | 26     |

| ChartsJahrescharts (2002)      | Platzierung |
| ------------------------------ | ----------- |
| Deutschland (GfK)              | 75          |
| Österreich (Ö3)                | 42          |
| Vereinigte Staaten (Billboard) | 2           |

| ChartsJahrescharts (2003)      | Platzierung |
| ------------------------------ | ----------- |
| Vereinigte Staaten (Billboard) | 182         |

### Auszeichnungen für Musikverkäufe
| Land/Region                  | Auszeichnungen für Musikverkäufe (Land/Region, Auszeichnung, Verkäufe) | Verkäufe  |
| ---------------------------- | ---------------------------------------------------------------------- | --------- |
| Australien (ARIA)            | 2× Platin                                                              | 140.000   |
| Brasilien (PMB)              | Platin                                                                 | 125.000   |
| Deutschland (BVMI)           | Gold                                                                   | 150.000   |
| Kanada (MC)                  | 3× Platin                                                              | 300.000   |
| Neuseeland (RMNZ)            | 3× Platin                                                              | 45.000    |
| Vereinigte Staaten (RIAA)    | 6× Platin                                                              | 6.000.000 |
| Vereinigtes Königreich (BPI) | Platin                                                                 | 300.000   |
| Insgesamt                    | 1× Gold · 16× Platin ·                                                 | 7.060.000 |